# بی‌ای‌پی ویکتوریا
بی‌ای‌پی ویکتوریا (به انگلیسی: BAP Victoria) یک کشتی است که طول آن ۵۰ متر (۱۶۴ فوت ۱ اینچ) می‌باشد.